# MIGHTY BLOW
『MIGHTY BLOW』（マイティー・ブロウ）は、日本のロックバンド、ザ・コレクターズ(THE COLLECTORS)のメジャー9作目のオリジナル・アルバム。

## 概要
アルバム・タイトルは「強烈な一撃」を意味する。
前作『Free』以来、約1年5ヶ月ぶりのオリジナル・アルバムである。通常盤は、全10曲で37分とコンパクトな内容になっている。ザ・コレクターズとしては初めて伊藤銀次がプロデューサーを務めた。
2004年にザ・コレクターズのアルバム11作品が紙ジャケ仕様でリマスタリングされ、再発売された中の1つである。この作品の再発盤にはボーナストラックが7曲収められている。収録時間は通常盤の37分に対し、再発盤は65分にわたる。通常盤と再発盤ではジャケット・デザインが異なる。再発盤の紙ジャケットのデザインは、スージー甘金によるもので、加藤ひさしが電話で頼んだところ、低予算にもかかわらず、その場で引き受けてくれた。

## 収録曲
- 全曲作詞・作曲：加藤ひさし & 全曲編曲：伊藤銀次

1. クルーソー
2. 涙のレインボーアイズ
7thシングル
3. GLORY DAYS
8thシングル
4. パーティ・クイーン
5. LOVE SICK!
6. The Game of Life
7. 愛の種
8. スペース・エイリアン
9. 恋はLet's Go!
10. カラス

紙ジャケット再発盤ボーナス・トラック
1. 勝どき橋まであと2km
シングル「涙のレインボーアイズ」に収録。
2. Sha-la-la-lee
シングル「涙のレインボーアイズ」に収録。スモール・フェイセスの楽曲の日本語版カバー。
3. 晴れた空カントリーデイ
シングル「GLORY DAYS」に収録。
4. いいことあるさ
シングル「いいことあるさ」に収録。
5. 恋はLet's Go! (LIVE VERSION)
6. Space Alien (2000 light years mix)
シングル「Giulietta」に収録。8曲目「スペース・エイリアン」のリミックス・バージョン。
7. DANCING IN THE STREET
マーサ&ザ・ヴァンデラスの楽曲の日本語版カバー。かつてライブ会場でソノシートとして配布されていた楽曲。

## タイアップ
- GLORY DAYS - フジテレビ系「猛烈アジア太郎」エンディング・テーマ

紙ジャケット再発盤ボーナス・トラック
- いいことあるさ - フジテレビ系アニメ「こちら葛飾区亀有公園前派出所」エンディング・テーマ